# 北海道廳舊本廳舍

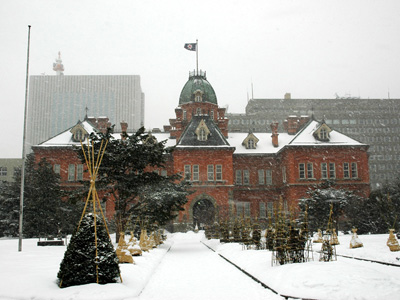
道廳舊紅磚廳舍(冬季)

北海道廳舊本廳舍是日本北海道札幌市一棟官署建築，位於札幌市中心，為紅磚建造的巴羅克風格歐式建築，是過去北海道作為中央政府內務省直轄廳治北海道廳時期最高行政機關的所在地，又稱為舊道廳或北海道廳舊廳舍，或依其外貌直接稱為紅磚，為北海道的象徵。現已被指定為日本國家重要文物財。
目前建築內設有北海道立文書館、北海道歷史畫廊，開放供民眾免費參觀，館內基本保持著過去的風貌，並展示有關北海道開發歷史的文物及資料，可以閱覽有關北海道的歷史文件；同時也設有北方四島（南千島群島）的資料館，展示過去日本治領南千岛群岛時期的相關文物。

## 基本資料
- 所在地：北海道札幌市中央區北3條西6丁目
- 竣工時間：1888年（明治21年）
- 成為日本重要保護文物時間：1969年（昭和44年）
- 設計者：北海道廳土木課（1886年）
- 結構：磚造、地上2層、地下1層。
- 開放時間：為配合修葺工程，建築內部已停止對公眾開放，預計2025年方會重開[1]

## 沿革
- 1888年：廳舍完工。
- 1896年：撤除八角塔、換氣筒。
- 1909年：廳舍發生火災。
- 1911年：火災後修復工程完成。
- 1967年：被指定為日本國家史跡
- 1968年：北海道廳本部遷出。八角塔、換氣筒復原工程完成。
- 1969年：被指定為日本國家重要文化財。
- 目前：2025年7月25日修葺完成對公眾開放

## 館內設施
- 北海道立文書館（展示室、閱覽室、文書庫、事務室）
- 觀光情報資料
- 北海道歷史畫廊（屬於北海道開拓記念館）
- 樺太關係資料館
- 紅磚北方領土館
- 記念室（舊北海道廳長官室）
- 會議室

## 外部連結
- （日語）北海道立文書館（页面存档备份，存于）
- （日語）北海道開拓記念館（页面存档备份，存于）

1. ↑  https://www.pref.hokkaido.lg.jp/sm/gzs/fm/akarengarenewal/top.html （页面存档备份，存于） 北海道庁旧本庁舎（赤れんが庁舎）改修事業ポータルサイト